# Pallavicinia
Pallavicinia là một chi rêu trong họ Pallaviciniaceae.